# Agave planifolia
Agave planifolia ist eine Pflanzenart aus der Gattung der Agaven (Agave) in der Unterfamilie der Agavengewächse (Agavoideae). Das Artepitheton planifolia leitet sich von den lateinischen Worten planus für ‚eben‘ sowie -folius für ‚-blättrig‘ ab.

## Beschreibung
Agave planifolia bildet kugelförmige Rhizome. Die vier bis fünf ausgebreitet-überhängenden, länglich bis elliptischen Laubblätter sind zum basalen, stängelumfassenden falschen Blattstiel verschmälert. Ihre Spitze läuft spitz zu und trägt eine kurze Spitze. Die Laubblätter sind im Bereich ihres Stiels und an der Spitze rinnig. In der Mitte sind sie fast flach. Die glatten und trocken ledrigen Laubblätter sind halbsukkulent. Ihre nicht fleckte Blattspreite ist 21 bis 30,5 Zentimeter lang und 3,1 bis 6,1 (selten ab 2,5) Zentimeter breit. Die Blattränder weisen ein schmales hyalines Band auf und sind winzig regelmäßig gezähnelt. Die Reste der Blattbasen umgeben das Rhizom, sind grob faserig und 3,8 bis 5 Zentimeter lang.
Der „ährige“ Blütenstand erreicht eine Höhe von 120 bis 150 Zentimeter. Der kurze blütentragende Teil ist in Kultur 11 Zentimeter lang und trägt sechs bis 14 sitzende Blüten, die im ausgewachsenen Zustand ausgebreitet sind. Der Fruchtknoten ist 15 Millimeter lang. Die zylindrische Perigonröhre ist gegenüber dem Fruchtknoten leicht winklig. Sie weist eine Länge von 5 bis 7 Millimeter auf. Ihre länglichen, zurückgeschlagenen Zipfel sind 12 bis 19 Millimeter lang. Der Griffel überragt die Blütenröhre um etwa Millimeter. Die keulenförmigen Narben sind dreikantig. Die Blütezeit ist der Herbst.
Die eiförmigen Früchte sind 1,8 Zentimeter lang. Sie enthalten Samen von 5 Millimeter Länge.

## Systematik und Verbreitung
Agave planifolia ist in den mexikanischen Bundesstaaten Sonora und Chihuahua an sandigen Stellen in der Nähe von Flüssen und in Eichenwaldgebieten verbreitet.
Die Erstbeschreibung durch Sereno Watson wurde 1887 veröffentlicht.
Nomenklatorische Synonyme sind Manfreda planifolia (S.Watson) Rose (1903) und Polianthes planifolia (S.Watson) Shinners (1966).
Die Art gehört in die Untergattung Manfreda und wird dort der Manfreda-Gruppe zugeordnet.

## Nachweise